# Ergonomisk kudde

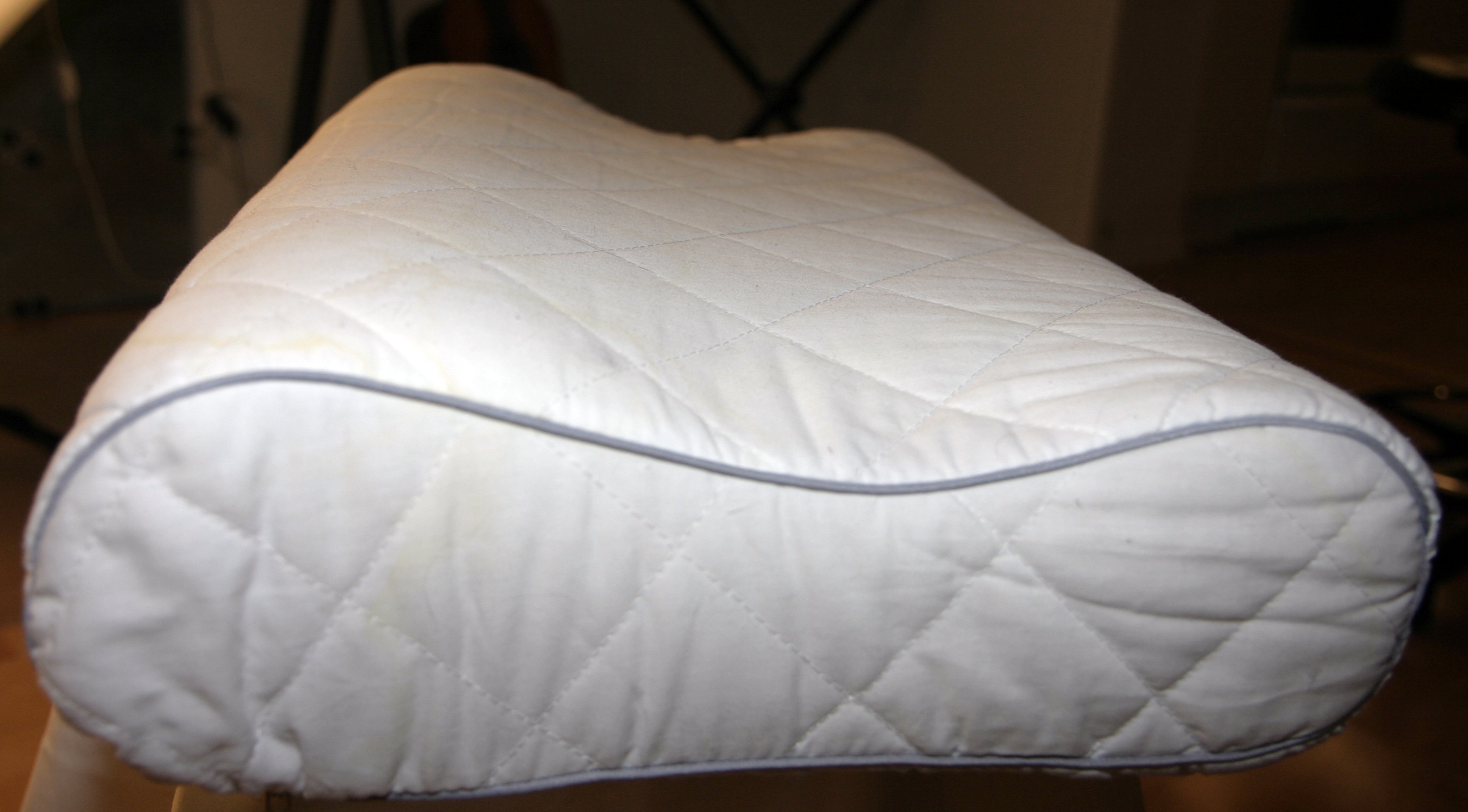
En anatomisk kudde.

Ergonomisk kudde eller anatomisk kudde är en kudde som utformats enligt ergonomiska principer för att ge bästa möjliga stöd för huvud och nacke. Kudden är tillverkad av allergitestade material.
Kudden finns i olika utformning och syftet är att den ska motverka och förebygga problem med nacke och ledvärk, vilket ska medföra bättre sömn. Vanligtvis är den hårdare än andra kuddar och brukar innehåller ett trögelastiskt material som kallas memoryskum. Vissa varianter innehåller tryckavlastande cylindrar eller vatten.
När kudden fyller ut utrymmet mellan axelpartiet och nackkotorna medför den att ryggraden intar ett anatomiskt korrekt läge. Den lämpar sig därför bäst för den som sover på rygg eller sidan.